# Erich Liesegang

Erich Liesegang (um 1925)

Erich Liesegang (* 26. Mai 1860 in Duisburg; † 26. März 1931 in Wiesbaden) war ein deutscher Historiker und Bibliothekar. Von 1900 bis 1929 war er Direktor der Nassauischen Landesbibliothek Wiesbaden.

## Wirken
Nach seiner Reifeprüfung am Gymnasium in Kleve 1879 studierte Erich Liesegang Geschichte an der Universität Berlin, unterbrochen von je einem Studiensemester an den Universitäten Marburg und Bonn. 1885 promovierte er an der Universität Göttingen. Von 1884 bis 1891 arbeitete er als Assistent an der Königlichen Bibliothek in Berlin, anschließend habilitierte er sich an der Universität Berlin und lehrte dort bis 1898 als Privatdozent. Den Professorentitel erhielt er 1897. Im Jahre 1897 wurde er Geschäftsführer des Deutschen Ostmarkenvereins, bis 1899 gab er dessen Zeitschrift „Die Ostmark“ heraus. 1898 wurde er Geschäftsführer des Komitees zur Gründung einer deutschen Bibliothek in Posen.
Im Jahre 1899 wechselte er in den Bibliotheksbereich und war bis 1929 an der Nassauischen Landesbibliothek Wiesbaden tätig, seit 1900 als deren Direktor. In seine Amtszeit fiel der 1913 eingeweihte Neubau der Landesbibliothek. Als Schwiegersohn des führenden Bibliotheksreformers Otto Hartwig modernisierte er die Bibliothek zusammen mit Gottfried Zedler grundlegend.
Von 1904 bis 1919 gab er die „Blätter für Volksbibliotheken und Lesehallen“ heraus und stand in engem Kontakt zum Preußischen Bildungsministerium, vor allem Friedrich Althoff und Friedrich Schmidt-Ott. In Wiesbaden engagierte sich Liesegang außerdem im Bereich der Erwachsenenbildung. So leitete er von 1924 bis 1931 den dortigen Volksbildungsverein und wirkte als Herausgeber der Schriftenreihe „Wiesbadener Volksbücher“.
Als Rechtshistoriker hat Liesegang zahlreiche Veröffentlichungen zur Rechts- und Verfassungsgeschichte des Städtewesens in Brandenburg, Preußen und im Rheinland vorgelegt.
Der Landschaftsmaler Hellmuth Liesegang ist sein Bruder.

## Schriften
- Die Parochialgerichte der Stadt Köln. Georgi, Göttingen 1885 (Digitalisat) (mit eigenem Lebenslauf).
- Die Sondergemeinden Kölns. Beitrag zu einer Rechts- und Verfassungsgeschichte der Stadt. Cohen, Bonn 1885 (erweiterte Ausgabe seiner Dissertation Göttingen 1885) (Digitalisat).
- Die Kaufmannsgilde von Stendal. In: Forschungen zur brandenburgischen und preußischen Geschichte, Bd. 3 (1890), H. 1, S. 1–57.
- Zur Verfassungsgeschichte von Magdeburg und Salzwedel. In: Forschungen zur brandenburgischen und preußischen Geschichte, Bd. 3 (1890), H. 3, S. 1–69.
- Recht und Verfassung von Rees. Ein Beitrag zur Städtegeschichte des Niederrheins (= Westdeutsche Zeitschrift für Geschichte und Kunst, Ergänzungsheft, Bd. 6). Lintz, Trier 1890.
- Zur Verfassungsgeschichte von Perleberg. In: Forschungen zur brandenburgischen und preußischen Geschichte, Bd. 4 (1891), S. 399–454.
- Zur Verfassungsgeschichte von Neuruppin. In: Forschungen zur brandenburgischen und preußischen Geschichte, Bd. 5 (1892), S. 1–83.
- Bericht über eine zur Herstellung eines Verzeichnisses der Magdeburger Schöffensprüche im Auftrage der Königl. bayrischen Akademie der Wissenschaften im Jahre 1889 unternommene Reise. In: Zeitschrift der Savigny-Stiftung für Rechtsgeschichte. Germanistische Abteilung, Jg. 16=29 (1895), S. 281–300.
- (mit Josef Kohler): Entäußerung und zukünftiger Rechtserwerb. In: Archiv für bürgerliches Recht, Bd. 10 (1895), S. 60–103.
- (zus. mit Josef Kohler): Das römische Recht am Niederrhein. Gutachten Kölner Rechtsgelehrter aus dem 14. und 15. Jahrhundert. Zugleich ein Beitrag zur Geschichte des Territorialstaatsrechts. Zwei Bände (= Beiträge zur Geschichte des römischen Rechts in Deutschland, Bd. 1 u. 2). Enke, Stuttgart 1896/1898 (Nachdruck 1962).
- Niederrheinisches Städtewesen vornehmlich im Mittelalter.  Untersuchungen zur Verfassungsgeschichte der clevischen Städte (= Untersuchungen zur deutschen Staats- und Rechts-Geschichte, Bd. 52). Koebner, Breslau 1897 (Habilitationsschrift Universität Berlin).
- Urkunden und Untersuchungen zur Geschichte der Stadt Stendal. In: Forschungen zur brandenburgischen und preußischen Geschichte, Bd. 10 (1897), S. 311–324.
- (Hrsg. u. Bearb, mit Victor Friese): Die Magdeburger Schöffensprüche für Gross-Salze, Zerbst u. Anhalt u. aus dem Codex Harzgerodanus. G. Reimer, Berlin 1901.
- (Hrsg.): Otto Hartwig / Aus dem Leben eines deutschen Bibliothekars. Erinnerungen und biographische Aufsätze. Elwert, Marburg 1906.
- Zur Geschichte des klevischen Städtewesens unter dem ältesten Herrscherhaus. In: Alfred Herrmann (Hrsg.): Beiträge zur Geschichte der Herzogtums Kleve. Festschrift des Historischen Vereins für den Niederrhein zur Feier der dreihundertjährigen Zugehörigkeit Kleves zur Krone Preussen (= Veröffentlichungen des Historischen Vereins für den Niederrhein, Bd. 2) Köln 1909, S. 64–109.
- Herzog Adolf von Cleve im Grenzstreit mit Cleve. In: Festschrift Heinrich Brunner zum siebzigsten Geburtstag. Dargebracht von Schülern und Verehrern. Böhlau, Weimar 1910, S. 213–249.
- Einige Rechtsaufzeichnungen aus dem Privilegienbuch der Stadt Geldern aus der ersten Hälfte des fünfzehnten Jahrhunderts. In: Zeitschrift der Savigny-Stiftung für Rechtsgeschichte. Germanistische Abteilung, Bd. 32=45 (1911), S. 255–297.
- Einige Rechtsaufzeichnungen aus dem Privilegienbuch der Stadt Goch von der Mitte des fünfzehnten Jahrhunderts. Zugleich ein Beitrag zur Geschichte des älteren geldernschen Städtewesens. In: Zeitschrift der Savigny-Stiftung für Rechtsgeschichte. Germanistische Abteilung, Bd. 33 (1913), S. 224–315.
- Der Neubau der Hessischen Landesbibliothek zu Wiesbaden. In: Zentralblatt für Bibliothekswesen, Bd. 31 (1914), S. 1–17.
- (Hrsg.): Verzeichnis der Wanderbücherei Regierungsbezirk Wiesbaden. Wiesbaden 1926.